# Братин дол
Братин дол (на македонска литературна норма: Братин Дол) е село в община Битоля на Северна Македония.

## География
Селото се намира на 820 m надморска височина в полите на планината Пелистер, на около 7 km от Битоля. В него са изградени много вили на битолчани.

## История
Според местна легенда името се дължи на заселването на няколко братя от околните села.
За пръв път е споменато в османски преброителни дефтери от 1468 година. В османски данъчни регистри на немюсюлманското население от вилаета Манастир от 1611-1612 година селото е отбелязано под името Братин дел с 20 джизие ханета (домакинства).
В 1866 година в селото е построена църквата „Свети Спас“.
В XIX век Братин дол е село в Битолска кааза на Османската империя. Според статистиката на Васил Кънчов („Македония. Етнография и статистика“) от 1900 година Братин дол има смесено население от 100 българи християни и 150 арнаути мохамедани.
На Етнографската карта на Битолския вилает на Картографския институт в София от 1901 година Братин дол е чисто българско село в Битолската каза на Битолския санджак с 30 къщи.
Цялото население на селото е гъркоманско под върховенството на Цариградската патриаршия. По данни на секретаря на Българската екзархия Димитър Мишев („La Macédoine et sa Population Chrétienne“) в 1905 година в Братим дол има 40 българи патриаршисти гъркомани.
В 1961 година селото има 280 жители. От 1956 година част от населението се изселва Турция, както и в Битоля, Скопие, презокеанските земи и в Европа.
Според преброяването от 2002 година селото е малко със 185 жители, от които:
| Националност     | Всичко |
| северномакедонци | 146    |
| албанци          | 33     |
| турци            | 0      |
| роми             | 0      |
| власи            | 3      |
| сърби            | 0      |
| бошняци          | 0      |
| други            | 3      |

## Личности
Родени в Братин Дол
- Йосиф Найденовски (1923-1944), югославски партизанин и деец на НОВМ

Починали в Братин дол
- Борис Негьов Петров, български военен деец, подпоручик, загинал през Първата световна война[7]
- Стефан Илиев, български военен деец, полковник, загинал през Първата световна война[8]
- Фратю Генчев Петков, български военен деец, подпоручик, загинал през Първата световна война[9]

## Други
На Братин дол е наречена улица в квартал „Красна поляна 1“ в София (Карта).